# Epiplema nigropustulata
Epiplema nigropustulata är en fjärilsart som beskrevs av W. Warren 1905. Epiplema nigropustulata ingår i släktet Epiplema och familjen Uraniidae. Inga underarter finns listade i Catalogue of Life.